# Kými
Kými är en ort i Grekland.   Den ligger i prefekturen Nomós Evvoías och regionen Grekiska fastlandet, i den östra delen av landet, 80 km norr om huvudstaden Aten. Kými ligger 192 meter över havet och antalet invånare är 2 979. Den ligger på ön Euboia.
Terrängen runt Kými är varierad. Havet är nära Kými åt nordost. Runt Kými är det ganska glesbefolkat, med 42 invånare per kvadratkilometer. Kými är det största samhället i trakten. 